# Клуб (фильм, 2001)
«Клуб» (фр. La Boîte) — французский художественный комедийный фильм 2001 года, снятый режиссёром Клодом Зиди на киностудии «Pathé» по сценарию Дидье Каминка и Симона Микаэля.
Премьера фильма состоялась 4 июля 2001 года, в России — 25 июля 2002 года.

## Сюжет
В небольшом французском городке группа друзей, оказавшихся под судебным запретом посещать клуб «Макумба» после драки, решает создать собственное заведение. Стефан арендует гараж, ребята собирают деньги и оборудование, а также приглашают из Парижа брата Стефана, Патрика. Их бизнес процветает, что вызывает ревность владельца «Макумбы», мафиози Роже, который начинает саботировать их. Несмотря на его усилия и коррупцию в полиции, друзья находят способы ответить на его хитрости, продолжая весело развлекаться.

## В ролях
- Жан-Мари Бигар — Роже
- Фабрис Девилль — Фабрис
- Квентен Байло — Патрик
- Жан-Кристоф Буве
- Александр Комартен — Александр
- Армель Дойч
- Андреа Ферреоль — Моник
- Ги Маршан — Пьер
- Томас Дусе
- Мишель Гарсиа
- Лоренс Гормезано
- Диана Джонс
- Рене Ле Кальм
- Валери Моро — Натали
- Изабелль Пети Бриссон
- Анни-Мари Пизани — Нина
- Ромео Эскала
- Мишель Мелки
- Юбер Ватрине
- Лоран Леви
- Нассим Язуген — Насим

## Съёмочная группа
- Режиссёр: Клод Зиди
- Авторы сценария: Дидье Каминка, Симон Микаэль
- Оператор: Филипп Паван де Цеккатти
- Продюсеры: Клод Берри, Пьер Грюнштейн

## Фестивали
- 2001 — «Французское кино сегодня» в Москве[1]